# 漫画ばんがいち
『漫画ばんがいち』（まんがばんがいち）は、日本の出版社であるコアマガジンが発行していた美少女漫画雑誌。
2016年からはWebコミック『web漫画ばんがいち』として2018年まで配信されていた。

## 概要
- 1992年 - 『漫画極道』という誌名のヤクザ漫画雑誌として創刊された。編集はオフィスエルプス、発売は白夜書房、当時は『パチンカーワールド』の増刊扱いだった。
- 1992年7月号 - 誌名が問題となり『漫画 番外地』に誌名を変更。『漫画極道』『漫画 番外地』はメインとなる劇画から巻末の4コマ漫画に至るまで、ほぼ全ての作品がヤクザをモチーフに採っていた。『漫画 番外地』時代には、自薦・他薦を問わず、町の若衆頭的な“アニキ”に編集部がインタビューする「ザ・アニキ」という読者参加型コーナーがあった。
- 1993年4月号 - 突然、美少女漫画雑誌へと方向転換し「漫画ばんがいち」の誌名になった。このときオフィスエルプスが編集から外れ、『漫画ホットミルク』編集部が兼務する形になる。以後、編集長は休刊まで野沢智哉が務めた。野沢は「来素果森」名義でプロ野球コラム「まっとうスポーツ」も書いていた。
- 1995年5月号 - 白夜書房の機構改革に伴い、同年3月に少年出版社から改名したコアマガジンに発行元が移る。初期は『漫画ホットミルク』のコンビニ版という位置づけだったが、秋葉凪樹、船堀斉晃、アップルトン、鬼魔あづさ、太田虎一郎、尾崎未来、才谷ウメタロウなどの若手作家が台頭。1990年代後半は『COMIC快楽天』と並ぶ、コンビニ向け成人向け漫画の代表的な雑誌だったが、アップルトンの急逝、秋葉凪樹の活動休止、船堀斉晃、鬼魔あづさ、才谷ウメタロウの一般青年誌進出などで、執筆陣が弱体化。『COMIC快楽天』に大きく水をあけられていく。
- 2000年代 - 好調だった『コミックメガストア』のハードコア劇画路線とは逆に、後藤晶、江戸屋ぽち、谷村まりか、小宮裕太、河合二葉など、女性作家中心の布陣で男性向けティーンズラブ路線を模索するが、次第に衰退していく。
- 2001年6月 - 雑誌協会の申し合わせにより月号表示が変更になり、「8月号」は「7・8月合併号」として発売された。以後、17日に2ヶ月先の号が発売されることになった[1]。
- 2007年8月 - 「漫画ばんがいち」の増刊として『コミックホットミルク』が創刊する。『漫画ホットミルク』との関係は当該項目にて。
- 2012年7月 -  『コミックメガミルク』が休刊し、29年間続いた『漫画ホットミルク』系統が消滅したため、一時的に作家陣の受け皿となった。このため、劇画系の表紙イラストも交じるようになり、コンセプト的にも迷走していく。
- 2013年 - 発売日がこれまで毎月17日だったものが、5月発行の7月号より奇数月の17日発売に変更となり、冊子の仕様も平綴じから無線綴じとなる。
- 2013年7月号 - 成人マークも付けられ、長らくコンビニエンスストアでの販売がメインだったものが、とらのあなやメロンブックスといった書店でのみ販売されることとなった。これに伴い、表紙イラストも劇画系の誉にほぼ固定されるが、ハードコア系の作家は2015年創刊の『コミックメガストアDEEP』などへ再配転された。
- 2016年9月号（2016年7月16日発売） - 紙媒体での発行を終了し、Webコミックへ移行することが発表された。2016年9月30日、「web漫画ばんがいち」Vol.1の配信をDMM.R18にて開始[2]。
- 2018年12月31日 - 同日配信のVol.28で「web漫画ばんがいち」も休刊。方向転換後25年の歴史に幕を閉じた。

## 関連漫画家
あ行
- アップルトン
- 青木幹治
- 赤井丸乃進
- 秋鈴木
- 秋葉凪人
- あらなが輝
- あやかわりく
- 出水守真名
- 苺野しずく
- 恵田真芽
- 江戸屋ぽち
- 榎本ハイツ
- 太田虎一郎
- 大見武士
- 尾崎未来
- 音乃夏

か行
- カタセミナミ
- 上里竹春
- 上月まんまる
- かーみら
- 狩野蒼穹
- 河合二葉
- 吉川かば夫
- 鬼魔あづさ
- 小島紗
- 後藤晶
- ことぶきまいむ
- 虎向ひゅうら
- 小宮裕太

さ行
- 才谷ウメタロウ
- 朔ユキ蔵
- 佐伯
- 桜井綾
- 佐野タカシ
- 山文京伝
- J・さいろー
- ジェームスほたて
- 四条定史
- 新条るる
- 鈴玉レンリ
- 刹奈

た行
- 高崎たけまる
- 高句タビー
- たかねのはな
- 辰巳ゆめ
- 谷村まりか
- 千葉治郎
- 天竺浪人
- とくながともこ

な行
- 猫屋敷ねこ丸
- のぞみ侑海
- のら猫長屋

は行
- バケダヌキ
- 速瀬羽柴
- ひよひよ
- ふじもとせい
- 船堀斉晃
- PONPON

ま行
- 町田ひらく
- 祭丘ヒデユキ
- まりぴょん
- 三上ミカ
- みこくのほまれ
- 森崎くるみ
- 森永みるく

や行
- 山田可南
- 結城焔
- ユナイト双児

ら行
- Rico
- RINRIN
- REN
- 六堂真稀
- りゅうき夕海